# AqME
AqME (antigamente: Neurosyndrom) é uma banda francesa de new metal formada em Paris.

## Integrantes

### Formação atual
- ETN (Etienne Sarthou) - bateria
- Charlotte (Charlotte Poiget) - baixo
- Julien (Julien Hekking) - guitarra
- Vincent (Vincent Peignart-Mancini) - vocal

### Ex-membros
- Koma (Thomas Thirrion) - vocal  [1999-2012]
- Ben (Benjamin Rubin) - guitarra [1999-2008]
- Sofi - baixo [1999-2000]

## Discografia
- 1999 - University of Nowhere (demo)
- 2002 - Sombres Efforts
- 2004 - Polaroïds & Pornographie
- 2005 - La Fin Des Temps
- 2008 - Hérésie